# Piotr Stachlewski
Piotr Robert Stachlewski (ur. 1964 w Łodzi) – polski malarz, grafik, ceramik, nauczyciel akademicki oraz profesor na Akademii Sztuk Pięknych im. Władysława Strzemińskiego w Łodzi.

## Życiorys
W latach 1983–1988 studiował na Wydziale Grafiki Państwowej Wyższej Szkoły Sztuk Plastycznych w Łodzi (obecnie Akademia Sztuk Pięknych im. Władysława Strzemińskiego w Łodzi). Już w 1987 został zatrudniony na uczelni. W latach 2008–2012 pełnił funkcję Kierownika Katedry Malarstwa, Rysunku i Rzeźby na Wydziale Grafiki i Malarstwa. 17 lutego 2015 postanowieniem Prezydenta Rzeczypospolitej Polskiej został mu nadany tytuł profesora. Kieruje Pracownią Malarstwa i Działań Interdyscyplinarnych. Członek Rady Uczelni ASP w Łodzi w kadencji 2021-2024. 
Wziął udział w ponad 140 wystawach indywidualnych i zbiorowych w Polsce i za granicą, m.in. Internationale Triennale des Künstlerisches Hochdrucks Xylon 12 w Szwajcarii w 1994; 1st International Print Biennial – Istanbul w 2008; The 15th SPACE International Print Biennial Seoul w 2009 oraz 8th International Biennial of Contemporary Prints w Liège w Belgii w 2010. W 2015 uczestniczył w III International Triennial of Ceramics UNICUM 2015, Narodni Muzej Slovenije w Lublanie. 